# Emese Szász
Emese Szász (n. 7 septembrie 1982, Budapesta, Republica Populară Ungară) este o scrimeră unguroaică specializată pe spadă, laureată cu aur la  Jocurile Olimpice de vară din 2016. A fost vicecampioană la Campionatul Mondial din 2010 și a câștigat Cupa Mondială de două ori, în sezoanele 2009-2010 și 2013-2014.

## Carieră
Szása a obținut primul rezultat notabil din carieră cu echipa Ungariei, cu medalia de aur la Campionatul Mondial din 1998 pentru juniori, iar medalia de argint anul următor la aceeași probă. În categoria seniori, a urcat în anul 2004 pe primul podium de Cupa Mondială cu o medalie de argint la Moedling. A câștigat o medalie de bronz la Campionatul Mondial din 2006, după ce a fost învinsă cu scorul 15–10 de estonianca Irina Embrich în semifinală .
A participat la Jocurile Olimpice de vară din 2008 de la Beijing, unde s-a încheiat pe locul 12 în proba individuală. A terminat sezonul 2009-2010 pe primul loc clasamentului FIE. Au urmat doi ani dificili în care a avut parte de câteva accidentări. La Jocurile Olimpice din 2012 de la Londra a fost eliminată pe tabloul de 32 de sud-coreeanca Choi In-jeong.
În anul 2013 a obținut o medalie de bronz la Campionatul European de la Zagreb, după ce a fost învinsă de italiana Francesca Quondamcarlo, precum și la Campionatul Mondial „acasă” la Budapesta, după ce a pierdut la o tușă în fața estoniancei Julia Beljajeva. În octombrie și-a luat revanșa în fața Beljajevei, scor 12-14, în finala la World Combat Games din 2013. A încheiat sezonul 2013–2014 pe locul unu pentru a două oară.

## Palmares
Clasamentul la Cupa Mondială
| An  | 2003 | 2004 | 2005 | 2006 | 2007 | 2008 | 2009 | 2010 | 2011 | 2012 | 2013 | 2014 | 2015 | 2016 |
| --- | ---- | ---- | ---- | ---- | ---- | ---- | ---- | ---- | ---- | ---- | ---- | ---- | ---- | ---- |
| Loc | 140  | 22   | 39   | 4    | 3    | 10   | 4    | 1    | 12   | 26   | 3    | 1    | 3    | 1    |